# Нубарян, Грач Капрелович
Грач Капрелович Нубарян (1914 год, селение Сочи, Сочинский округ, Черноморская губерния, Российская империя — дата смерти неизвестна) — звеньевой колхоза имени Куйбышева Гагрского района Абхазской АССР, Грузинская ССР. Герой Социалистического Труда (1949).

## Биография
Родился в 1914 году в крестьянской семье в селении Сочи Сочинского округа Черноморской губернии.
Участвовал в Великой Отечественной войне в составе 3-й стрелковой роты 1147-го стрелкового полка 353-й стрелковой дивизии. После демобилизации проживал в посёлке Гантиади (сегодня — Цандрыпш) Гагрского района. Трудился рядовым колхозником на табачной плантации колхоза имени Куйбышева Гагрского района. С конца 1940-х годов — звеньевой табаководческого звена.
В 1948 году звено Грача Нубаряна собрало в среднем с каждого гектара по 19,4 центнеров листьев табака сорта «Самсун № 27» на участке площадью 3,5 гектара. Указом Президиума Верховного Совета СССР от 3 мая 1949 года «за получение высоких урожаев кукурузы и табака в 1948 году» удостоен звания Героя Социалистического Труда с вручением ордена Ленина и золотой медали «Серп и Молот».
Этим же указом званием Героя Социалистического Труда были награждены бригадир Андрей Васильевич Кирьяк и звеньевой Хорен Григорьевич Хачатурян. В августе 1949 года званием Героя Социалистического Труда также был награждён табаковод колхоза имени Куйбышева Ованес Хачикович Текнеджян.
После выхода на пенсию проживал в селе Цандрыпш.
Дата смерти не установлена.
Награды
- Герой Социалистического Труда
- Орден Ленина
- Медаль «За отвагу» (13.11.1943)